# Moka (Distrikt)
Koordinaten: 20° 15′ S, 57° 34′ O
Moka ist ein Bezirk im Inselstaat Mauritius und liegt im Zentrum der Insel. Es ist neben Plaines Wilhems der einzige Bezirk ohne Meerzugang. Seine Bezirkshauptstadt ist Quartier Militaire.

## Gemeinden
Mauritius ist zu Verwaltungszwecken in Gemeinden („Village Council Areas“) (VCA) eingeteilt. Die folgende Tabelle nennt die VCA die (zumindest teilweise) im Distrikt Moka liegen. Die Grenzen der Distrikte sind nicht deckungsgleich mit denen der Gemeinden. Gemeinden sind daher teilweise zwei oder drei Distrikten zugeordnet. Im Distrikt Moka liegen 19 Gemeinden (VCA) und zwei Stadtteile (Ward).
| Nr.  | Ortsname                              | Abgrenzung                       |
| ---- | ------------------------------------- | -------------------------------- |
| 1801 | Camp Thorel VCA                       | 0                                |
| 1802 | Dagotière VCA                         | 0                                |
| 1803 | Espèrance VCA                         | 0                                |
| 1804 | L’Avenir VCA                          | 0                                |
| 1805 | La Laura-Malenga VCA                  | 0                                |
| 1806 | Médine Camp de Masque VCA (West)      | Ost im Distrikt Flacq            |
| 1807 | Melrose VCA                           | 0                                |
| 1808 | Moka VCA (Ost)                        | West im Distrikt Plaines Wilhems |
| 1809 | Montagne Blanche VCA (West)           | Ost im Distrikt Flacq            |
| 1810 | Pailles VCA                           | 0                                |
| 1811 | Quartier Militaire VCA                | 0                                |
| 1812 | Nouvelle Decouvert VCA                | 0                                |
| 1813 | St. Julien d'Hotman VCA (West)        | Ost im Distrikt Flacq            |
| 1814 | Saint-Pierre VCA                      | 0                                |
| 1815 | Dubreuil VCA (West)                   | Ost im Distrikt Flacq            |
| 1816 | Providence VCA                        | 0                                |
| 1817 | St. Julien (Haut de Flacq) VCA (West) | Ost im Distrikt Flacq            |
| 1818 | Verdun VCA                            | 0                                |
| 1819 | Lalmatie VCA (West)                   | Ost im Distrikt Flacq            |
| 1834 | Vacoas-Phoenix (Ward 4, Ost)          | West im Distrikt Plaines Wilhems |
| 1842 | Curepipe (Ward 2, Ost)                | West im Distrikt Plaines Wilhems |